# 加州大学伯克利分校校友列表
加州大學伯克利分校的校友、教授和研究人员遍佈各領域。截至2020年10月，包含110位諾貝爾獎得主（世界第三）、14位菲爾茲獎得主（世界第四）、25位图灵奖得主（世界第三），等等。

## 基础学界
- 丘成桐：著名数学家，菲尔兹奖得主、美国国家科学院院士、中華民國中央研究院院士，伯克利数学博士。[1]
- 迈克尔·弗里德曼，著名数学家，菲尔兹奖得主，本科就读于伯克利。[2]
- 威廉·瑟斯顿，著名数学家，菲尔兹奖得主，伯克利数学博士，曾任美国国家数学科学研究所主任。[3][4]

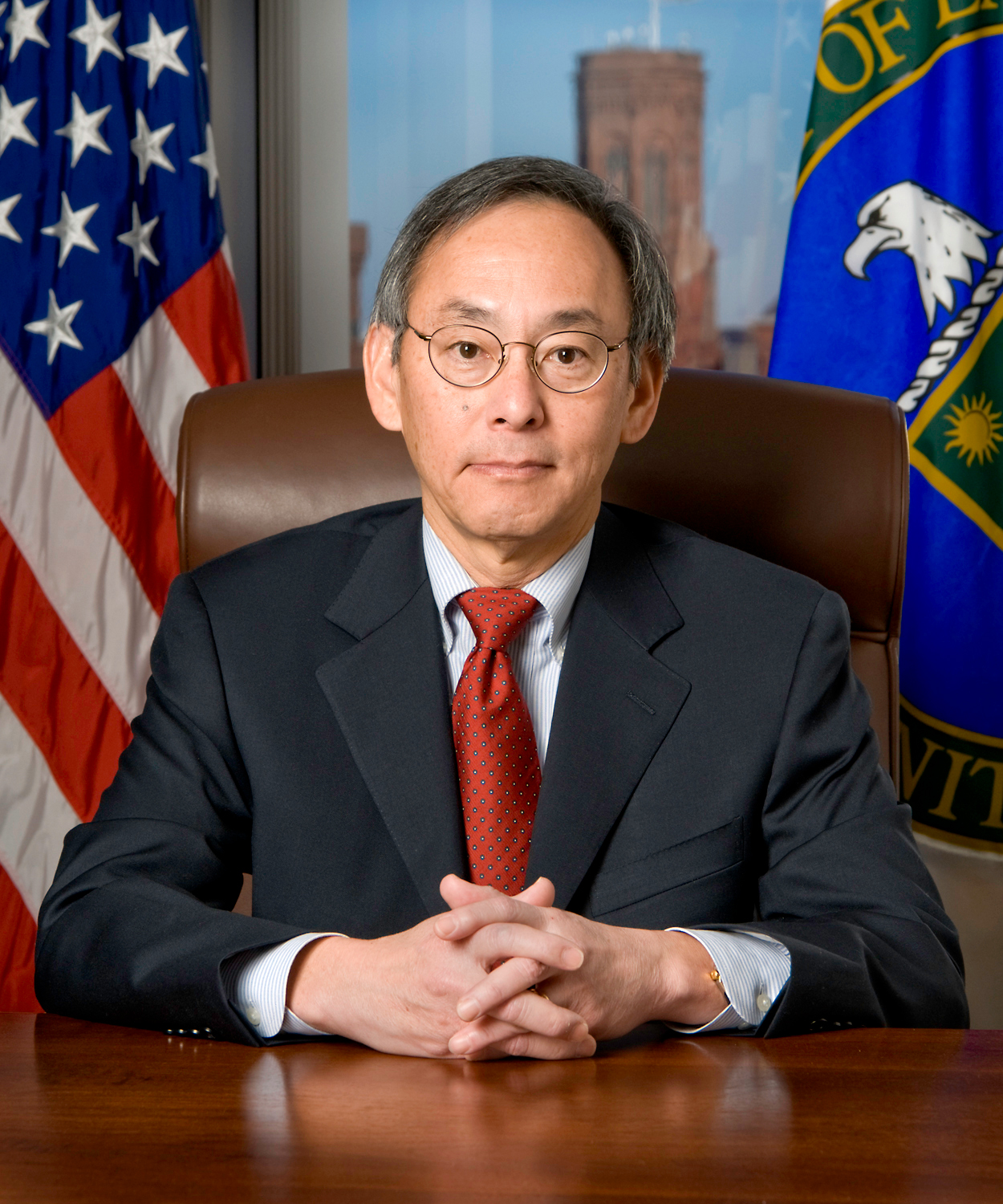
朱棣文，第12任美国能源部部长，前劳伦斯伯克利国家实验室主任，伯克利物理学博士

- 朱棣文：1997年诺贝尔物理学奖得主、前美國能源部部長、劳伦斯伯克利国家实验室主任，中华人民共和国中科院院士、中華民國中央研究院院士，曾任伯克利物理学教授，获伯克利物理学博士。[5]
- 戴维·格娄斯，2004年诺贝尔物理学奖得主，弦理论的重要人物之一，伯克利物理学博士。[6]
- 吴健雄：美籍華裔女物理学家、沃尔夫奖得主，首任美国物理协会女性主席、中华人民共和国中科院院士、中華民國中研院院士，获伯克利物理学博士学位。
- 袁家骝：美籍華裔物理学家，袁世凯之孙、妻子吴健雄，伯克利校友。
- 加来道雄：著名美籍日裔物理学家、科普学者，伯克利物理学博士。
- 前化学院院长吉尔伯特·路易斯在伯克利任教期间培养、影响了包括哈罗德·尤里（1934年诺贝尔奖）、威廉·吉奥克（1949年诺贝尔奖）、格伦·西奥多·西博格（1951年诺贝尔奖）、威拉得·利比（1960年诺贝尔奖）、梅尔文·卡尔文（1961年诺贝尔奖）等众多诺贝尔奖得主，使得伯克利化学院成为世界上最负盛名的化学院之一。
- 李遠哲：1986年諾貝爾化學獎得主、美國國家科學獎章得主，美國國家科學院院士、中華民國中央研究院院士、曾任中華民國中央研究院院長，伯克利化学系博士、后担任教授。
- 凯利·穆利斯：1993年诺贝尔奖化学奖得主、聚合酶链式反应（PCR）发明者，伯克利博士毕业。
- 胡先驌：生物學家、中国近代生物学创始人之一，伯克利農學院森林系農學學士1916年畢業。
- 李卓敏：经济学家、教育家，香港中文大學創校校長，曾任伯克利工商管理学教授，获伯克利博士学位。
- 劉遵義：经济学家、前香港中文大学校长，斯坦福大学教授、中華民國中央研究院院士，获伯克利博士学位。

## 应用学界

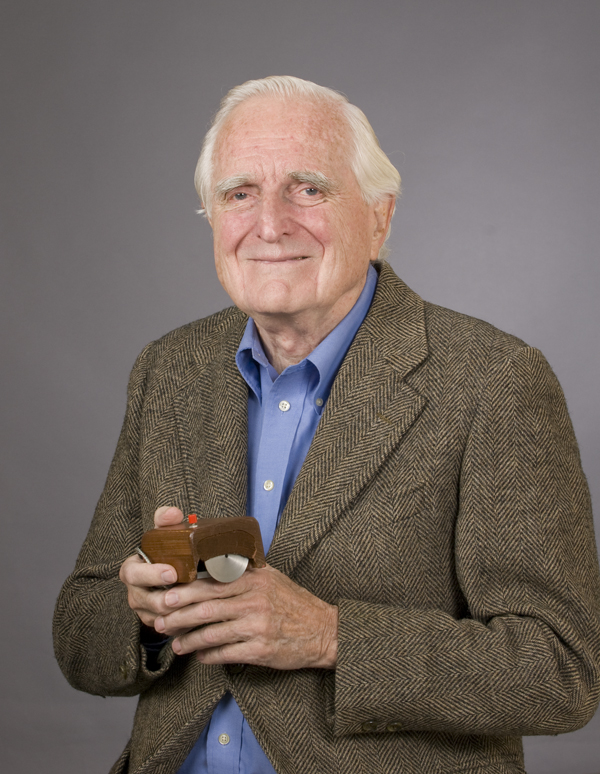
鼠标的发明者、图灵奖得主道格拉斯·恩格爾巴特（Douglas Engelbart）

- 道格拉斯·恩格爾巴特：1997年图灵奖得主、计算机学家、鼠标的發明者，加州大學柏克萊分校博士。
- 伦纳德·阿德曼：2002年图灵奖得主、RSA加密算法发明者，获得伯克利本科及博士学位。
- 肯·汤普逊：1983年图灵奖得主，获得伯克利学士及硕士学位，汤普逊设计和实现了Unix操作系统，发明了B语言——C语言的前身，而且他是Plan 9操作系统的创造者和开发者之一。[7][8]
- 林同炎：著名桥梁专家、中國知名結構工程師、预应力之父，获得加州大學柏克萊分校硕士、担任终身教授，同時也是美國國家工程學院院士、美国国家科学奖章得主。
- 焦立中：美國工程师、NASA第一位華裔，获伯克利本科学位。
- 唐偉章：热力学家，現為香港理工大學校長，获得伯克利理學硕士和哲學博士學位。
- 陳文村：資訊通訊学家、國立清華大學特聘講座教授、中央研究院特聘研究員、中華民國教育部終身榮譽國家講座，曾任國立清華大學校長、中華民國行政院科技顧問，柏克萊加大計算機科學傑出校友獎及泰勒·布斯教育獎（英语：Taylor L. Booth Education Award）得主。
- 張進福：電機学家、中華民國行政院政務委員，曾任國立暨南國際大學校長，柏克萊加大電機工程傑出校友獎得主。
- 李家同：台灣資訊学家、作家，中華民國總統府資政，曾任國立清華大學代理校長、靜宜大學以及國立暨南國際大學校長，获伯克利博士学位。
- 陳玉樹：香港科技大學商學院創院院長，前香港嶺南大學校長，香港教育家，伯克利经济学博士。
- 鄭國漢：前香港科技大學商學院院長，現為香港嶺南大學校長，伯克利经济学博士。

## 律政界

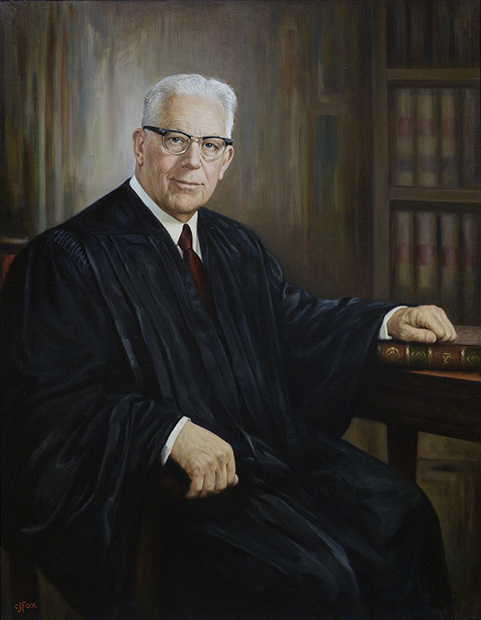
第14任美国首席大法官、第30任加州州长厄尔·沃伦（Earl Warren）

- 厄尔·沃伦：第14任美國首席大法官（1953年-1969年）、第30任加州州长（1943年-1953年），美國著名政治家、法學家，先后获得伯克利本科学位（1912年）以及法律博士学位（1914年），是美国历史上最具影响力的首席大法官及政治领袖之一，其主政下的美国最高法院掀起了美国历史上一场划时代的宪政革命，彰显了对自由、民主、平等、人权的深刻信仰。[9][10][11][12] 沃伦法院（1953年-1969年）曾作出了确立美国“一人一票”民主选举制度、禁止种族隔离、推广权利法案、逮捕程序改革（米兰达警告）、抗击麦卡锡主义、保障言论自由、保障婚姻自由等众多里程碑式的判决。
- 罗伯特·麦克纳马拉：美国前国防部长、世界银行前行长，获伯克利本科学位。
- 诺曼·峰田：美国前商务部长、运输部长，日裔美國政治家、美國眾議院議員（1975年-1995年），获伯克利本科学位。
- 迪安·腊斯克：美国前国务卿，获伯克利法学学位。
- 任筑山：美國農業部前副部長，主管研究、教育和經濟事務（2001年-2005年），伯克利生化学博士，其父親是前台灣省行政長官公署交通處長、台灣省政府財政廳長任顯群。
- 杰里·布朗：前加州州长，获得伯克利本科学位。
- 吉米·杜立德：第二次世界大戰時代美國陸軍航空軍名將；曾經指揮1942年的杜立德空襲，是二戰期間第一個襲擊日本本土的將校，获得伯克利本科学位。
- 尤煜琳：现任美国加利福尼亚州里弗赛德县东谷议员兼市长。
- 米格尔·安赫尔·罗德里格斯：前哥斯达黎加总统，获得伯克利经济学博士学位。
- 佐勒菲卡尔·阿里·布托：前巴基斯坦总统，伯克利本科毕业。
- 哈康王储：挪威王室王储，伯克利本科毕业。
- 马里奥·萨维奥：伯克利言论自由运动领袖，伯克利校友。
- 唐明照：联合国副秘书长（1971年－1979年）、毛泽东前英文翻译，中國外交部新闻司唐闻生女士之父，伯克利本科毕业。
- 孙科：孙中山长子，曾任中华民国考试院、行政院、立法院长，伯克利本科毕业。
- 宋楚瑜：亲民党創黨党主席，曾任中国国民党秘书长、中華民國臺灣省省長，获伯克利硕士学位。
- 蔣夢麟：中華民國教育部長、國立北京大学校長（1930年12月—1945年10月），美國伯克利教育學系學士1912年畢業。
- 毛高文：中華民國教育部長、曾任國立清華大學校長，获伯克利硕士学位。
- 張超雄：香港公民黨创始人兼副主席、政治家，屬香港泛民主派的一員，現任香港特別行政區立法會議員，亦是香港理工大學應用社會科學系講師，获伯克利博士学位。
- 袁裕豪：美國國務院國際組織事務局（英语：Bureau of International Organization Affairs）首席副助卿，前駐華大使館、駐廣州總領事館、美國在台協會外交官

## 企业界

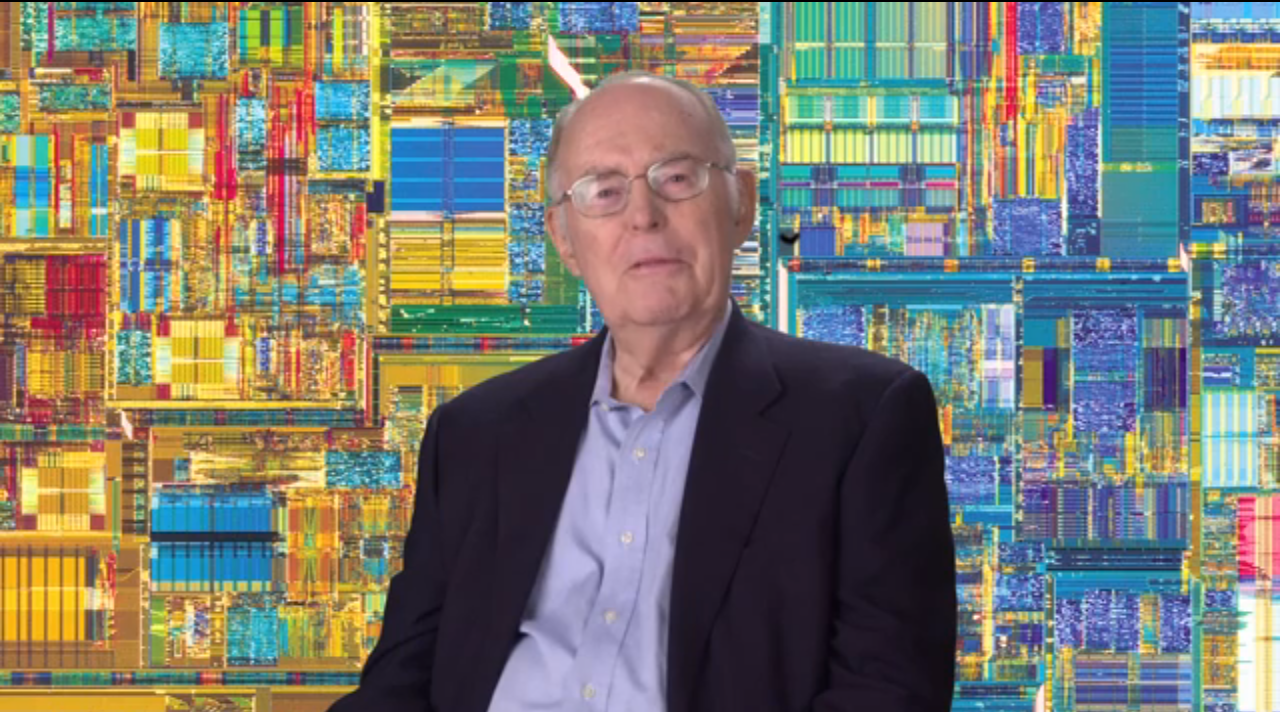
英特尔创始人之一戈登·摩爾（Gordon Moore）

- 戈登·摩爾：英特爾的創立者之一、摩爾定律發明人、亿万富翁，获伯克利化学本科学位。
- 安迪·格罗夫：英特尔前CEO、1997年《时代周刊》年度风云人物，获伯克利化工博士学位。
- 埃里克·施密特：Alphabet公司前执行董事长、Google前执行董事长，获伯克利电机工程及计算机科学（EECS）博士学位。
- 史蒂夫·沃茲尼克：蘋果公司的創立者之一，第一代苹果计算机和第二代苹果计算机，获伯克利本科学位。
- 克雷格·费德里吉：苹果公司软件工程高级副总裁，主管iOS软件及Mac软件部門，获伯克利本科及硕士学位。
- 比尔·乔伊：太阳计算机系统联合创始人、首席科学家，BSD操作系统的主要设计者，曾创作了包括vi、C Shell等软件，伯克利计算机硕士。
- 马克·塔彭宁：特斯拉汽车的创始人之一，获伯克利计算机本科学位。
- 孙正义：日本软银集团创始人、董事长兼总裁，获伯克利本科学位。[13]
- 保罗·盖提：美国前首富、盖蒂石油创始人，伯克利校友。
- 詹姆斯·西蒙斯：世界顶级对冲基金文艺复兴科技公司（Renaissance Technologies）创始人，伯克利数学系博士。
- 古永锵：优酷创始人，获伯克利本科学位。
- 何佐芝：香港企業家、香港商業電台創辦人，获伯克利本科学位。
- 陆宏亮：UT斯达康创始人与上海盛大董事，获伯克利工程学学士学位。
- 王雪紅：宏達電（HTC）創辦人兼董事長，經濟学碩士。
- 鄧中翰：“星光中国芯”工程总指挥、中星微电子有限公司董事长，中国科学院院士，获伯克利博士学位。
- 劉德音：台積電現任董事長，電機暨電腦資訊博士。

## 文学界

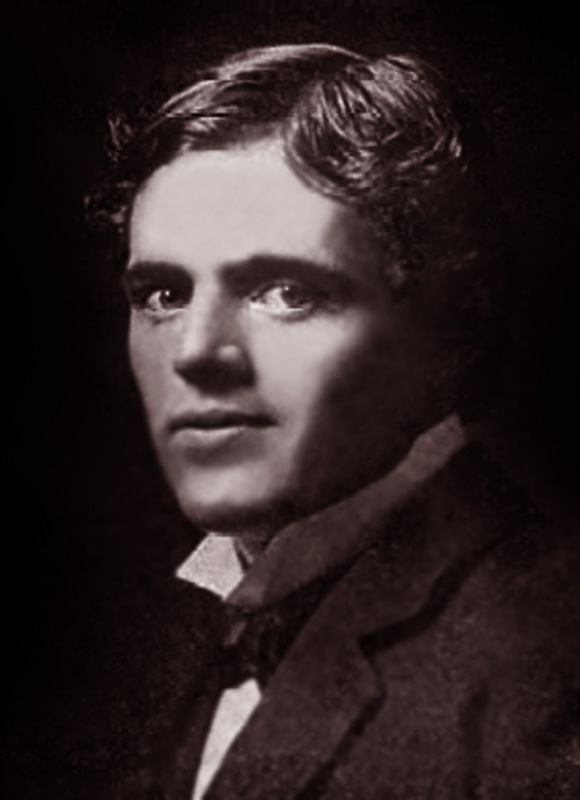
著名作家杰克·伦敦（Jack London）

- 杰克·伦敦：著名现实主义作家，伯克利肄業，代表作包括《马丁·伊登》、《野性的呼唤》、《白牙》、《热爱生命》、《海狼》、《铁蹄》等等。他是世界文学史上最早的商业作家之一，因此被誉为商业作家的先锋。
- 罗伯特·佩恩·沃伦，美国第一任桂冠诗人、普利策奖得主，“新批评”代表人物之一、被誉为“二十世纪后半叶最重要的美国诗人”，获伯克利硕士学位。
- 瑪格麗特·希金斯：戰地記者，普立茲獎第一位女性得主，获伯克利本科学位。
- 林燕妮：香港散文女作家，十七歲入學，攻讀遺傳學，获伯克利本科学位。
- 林振強：林燕妮胞弟，香港著名填詞人，获伯克利本科学位。
- 楊牧：台灣作家、文學教授，获伯克利文学博士学位。

## 体育界
- 贾森·基德：前NBA巨星、伯克利本科毕业。
- 凯文·约翰逊：前NBA巨星、加州首府萨克拉门托市前市长（第55任），伯克利本科毕业。
- 莱恩·安德森：NBA球星、伯克利校友。
- 杰倫·布朗: NBA波士顿塞爾提克球星，伯克利校友。
- 亚历克丝·摩根：著名女子足球运动员、美国女子国家足球队队长、主力前锋，伯克利本科毕业。
- 马特·尼古拉斯·比昂迪：奥运会游泳冠军、曾一届获得7枚奥运奖牌（5枚金牌），伯克利本科毕业。
- 纳塔莉·考芙林：奥运会游泳冠军，伯克利本科毕业。
- 蜜茜·富兰克林：奥运会游泳冠军、曾一届获得6枚奥运奖牌（5枚金牌），伯克利校友。

- 歐鎧淳: 香港游泳代表隊成員，在里約奧運會擔任香港隊持旗手，获伯克利本科学位。
- 阿伦·罗杰斯：NFL绿湾包装工隊巨星，3次MVP，伯克利校友。
- 谌玥：中国女子篮球运动员。

## 娱乐界

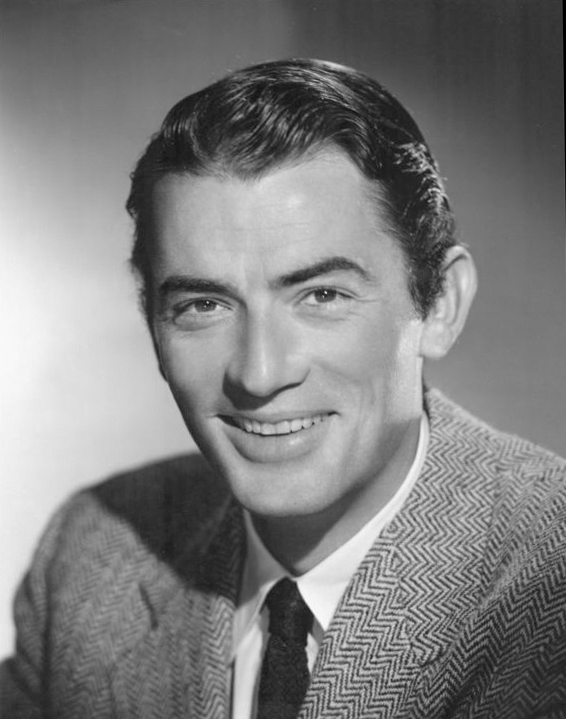
奥斯卡影帝格里高利·派克（Gregory Peck）

- 格里高利·派克：著名奥斯卡影帝、伯克利本科毕业，代表作包括《罗马假日》、《乞力马扎罗的雪》和《爱德华大夫》，获伯克利本科学位。
- 克里斯·派恩：好莱坞影星，获伯克利本科学位。
- 赵约翰：好莱坞影星，获伯克利本科学位。
- 曾江：演員，获伯克利本科学位。
- 黃美棋：演員，获伯克利本科学位。
- 曲艾玲：是台灣各項大型活動、典禮、電視節目主持人，获伯克利本科学位。
- 陳文茜：電視節目主持人。